# Ewa Czuwaj-Sułkowska
Ewa Czuwaj-Sułkowska (ur. 7 grudnia 1942 w Krakowie, zm. 18 kwietnia 2015) – polska koszykarka, mistrzyni Polski.

## Życiorys
Była zawodniczką Wisły Kraków, z którą zdobyła tytuł mistrzyni Polski juniorek (1961) oraz osiem tytułów mistrzyni Polski seniorek (1963, 1964, 1965, 1966, 1968, 1969, 1970, 1971).
Zawodniczką Białej Gwiazdy była przez 12 lat (1959-71).
Z wykształcenia była technikiem budowlanym, była pracownikiem Biprostalu.
Jej mąż, Tadeusz Sułkowski był kierownikiem sekcji koszykówki w Wiśle Kraków.